# Rebecca Williams
Rebecca Jane Williams, född 28 juli 1988 i Liverpool, är en kanadensisk före detta skådespelare. 
Williams är född i Storbritannien men från fyra års ålder växte hon upp i Kanada. Hon blev 2011 nominerad till en Gemini Award för sin insats i Reviving Ophelia. Hon avslutade karriären som skådespelare 2011.